# Crónica de Juzistán
La denominada Crónica de Juzistán es una crónica histórica anónima, escrita en el siglo VII en siríaco, la lengua de la Iglesia oriental, que narra los acontecimientos desde los tiempos del rey sasánida Ormuz IV (578-590) hasta mediados del siglo VII, incluyendo la conquista islámica del Juzistán (al suroeste de Irán). Es de especial significancia debido a la escasez de fuentes documentales para este período histórico.
La crónica difícilmente haya sido escrita en fecha posterior al año 660. El autor anónimo fue un cristiano nestoriano que probablemente ocupaba una alta posición eclesiástica. El erudito francés Pierre Nautin (1914-1997) ha sugerido que su autoría debería atribuirse a Elías, metropolitano de Merv.
El texto, titulado «Episodios tomados de las historias eclesiástica y secular», fue incorporado a una gran colección de derecho canónico y preservado en un manuscrito del siglo XIV (Bagdad, Monasterio Caldeo 509; olim Alqosh ms 169). La crónica fue descubierta por el orientalista italiano Ignazio Guidi (1844-1935), quien la presentó en el Octavo Congreso Internacional de Orientalistas, celebrado en Estocolmo y Oslo en 1899. En 1903 la publicó con una traducción al latín.
Consiste en narraciones más bien sucintas que siguen un orden cronológico, cubriendo asuntos tanto seculares como eclesiásticos. En cambio, la descripción de la conquista islámica del Juzistán es muy detallada, lo que permite corroborar muchos acontecimientos mencionados en las fuentes árabes posteriores.
Entre los eventos narrados se encuentran: la rebelión de Bahram Chubin (590); la huida del rey sasánida Cosroes II y su regreso (590-591); la rebelión de Nísibis; Cosroes y Numan de Hira; la rebelión de Focas contra el emperador bizantino Mauricio (602) y la captura persa de la ciudad de Dara (604); Yazdin, tesorero de Cosroes; la captura sasánida de Jerusalén (614) y Alejandría (619); la ocupación persa de Palestina; las campañas de Heraclio (622-628); la muerte de Cosroes II (628); el reinado de Kavad II (628); la muerte de Kavad II y el reinado de Ardashir III (628-630); el reinado de Boran (630-631) y la embajada a Heraclio; el reinado de Yezdegerd III (632-651); las primeras conquistas árabes; la resistencia del general persa Hurmuzan en la ciudad de Tustar, en el Juzistán, y su toma por los árabes (ca. 640); las campañas de Khalid ibn al-Walid en el oeste; la muerte de Heraclio (641); e información sobre la Kaaba y algunas ciudades árabes.

## Ediciones y traducciones
- GUIDI, Ignazio, "Un nuovo testo siriaco sulla storia degli ultimi Sassanidi", en Actes du Huitième Congrès International des Orientalistes, tenu en 1899 à Stockholm et à Christiania I: Section semitique (B), Leiden, 1893, págs. 3-36.
  - Reeditado como "Chronicom anonymum" en Chronica Minora I, CSCO 1-2, París, 1903, con traducción al latín.
  - Reeditado en Lovaina, 1955-1960, págs. 15-39 (texto original) y págs. 15-32 (traducción).
- HADDAD, P., Sharbe medem men qlisiastiqe wad-qosmostiqe, Bagdad, 1976, con traducción al árabe.
- NÖLDEKE, Theodor, "Die von Guidi herausgegebene syrische Chronik, übersetzt und commentiert", en Sitzungsberichte der kaiserlichen Akademie der Wissenschaften, Phil.-hist. Kl. 128, 9, Viena, 1893, págs. 1-48, con traducción al alemán comentada.
- PIGULEVSKAYA, Nina Victorovna, "Anonimnaya Siriiskaya khronika vremeni Sasanidov", Zapiski Instituta Vostokovedeniya ("Notas del Instituto de Estudios Orientales" de la Academia de Ciencias de la URSS) 7 1939, págs. 55-78, con traducción al ruso comentada.